# Nederduitse Gereformeerde Kerk (Barrydale)
De Nederduitse Gereformeerde Kerk van Barrydale is een kerkgebouw van de Nederduitse Gereformeerde Kerk in Barrydale, Zuid-Afrika. De in 1908 gebouwde wit gepleisterde kerk heeft een hoge niet vrijstaande toren. Bijzonder is het plafond, dat uit bewerkte stalen panelen bestaat.
In 1905 besloot de kerkenraad dat het oude gebouw uit 1877 vervangen moest worden. Het mocht niet duurder zijn dan £5.000.
Negentien aannemers schreven op het werk in en de firma Moon & Ledbury had met £4 518 de goedkoopste offerte. Uiteindelijk bedroegen de bouwkosten £5 131. De hoeksteen werd gelegd door ds. J.W. Louw van Ladismith op 28 maart 1908.
In 1962 en 1997 werd de kerk gerestaureerd. De opknapbeurt in 1997 van zowel binnen- als buitenzijde van het gebouw kostte R 110.000.
Het Engelse orgel, van Norman & Beyard uit 1908, is in 1997 eveneens uitgebreid gerestaureerd. Er bestaan slechts drie orgels van deze orgelbouwer in Zuid-Afrika.